# Kildare
Kildare (irsky Cill Dara) je město nacházející se v hrabství Kildare v Irsku. Leží asi 50 km západně od Dublinu. V roce 2011 zde žilo přes 8000 obyvatel, což z Kildare činí osmé největší město hrabství a 55. největší město Irska. Ačkoli Kildare dalo jméno hrabství, okresním městem (County town) je Naas.
Ve městě se nachází katedrála svaté Brigity.

## Historie

### Raně křesťanské období

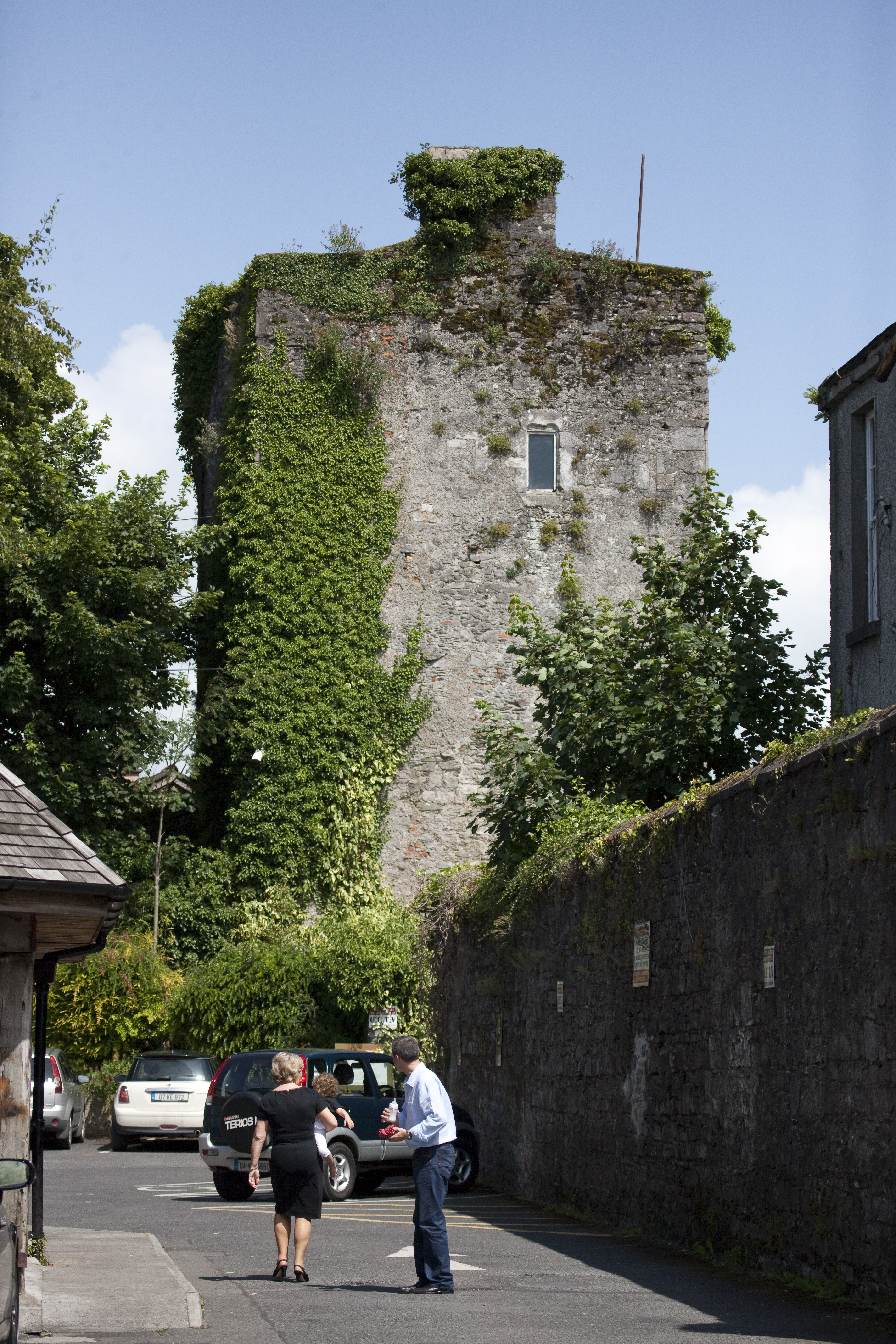
Hrad Kildare

Město má bohatou historii. Zmínky o Kildare se datují již od 5. století, kdy bylo jedním ze tří nejvýznamnějších křesťanských měst v keltském Irsku.

### Historie automobilových závodů
Ve čtvrtek 2. 7. 1903 proběhl v Kildare Pohár Gordona Bennetta. Byl to první automobilový závod ve Velké Británii. Automobilový klub Velké Británie a Irska chtěl, aby se závod konal na Britských ostrovech, a jelikož byl závod na veřejných cestách Velké Británie nezákonný, napadlo sekretářku Claude Johnson, že by se závod mohl konat v Irsku.Trasa závodu se skládala ze dvou smyček. První smyčka vedla přes Kilcullen, Curragh, Kilgare, Monasterevin, Stradbally a Athy (dlouhá 84 km). Druhá trasa procházela přes Castledermot, Carlow a znovu Athy (dlouhá 64 km).

## Památky a zajímavosti
- Katedrála svaté Brigity
- Dům Norman Tower ve středu města
- Japonské zahrady

## Sportovní kluby
- Round Towers GAA
- 62 Reserve Artillery Regiment
- Kildare Town A.F.C
- Cill Dara RFC
- South Kildare Soldiers